# Sue Novara
Sue Novara , née le 22 novembre 1955 à Flint dans le Michigan, est une coureuse cycliste américaine. Elle a notamment été championne du monde de vitesse en 1975 et 1980.
Elle est intronisée au Temple de la renommée du cyclisme américain en 1991.

## Palmarès sur piste

### Championnats du monde
- Montréal 1974
  -  Médaillée d'argent de la vitesse individuelle
- Rocourt 1975
  -  Championne du monde de vitesse individuelle
- Monteroni di Lecce 1976
  -  Médaillée d'argent de la vitesse individuelle
- San Cristobal 1977
  -  Médaillée d'argent de la vitesse individuelle
- Munich 1978
  -  Médaillée d'argent de la vitesse individuelle
- Amsterdam 1979
  -  Médaillée de bronze de la vitesse individuelle
- Besançon 1980
  -  Championne du monde de vitesse individuelle

### Championnats nationaux
- Championne des États-Unis de vitesse individuelle en 1971, 1974, 1975, 1977, 1978, 1979, 1980,

## Palmarès sur route
- 1978
  - Tour of Somerville
- 1982
  - Championne des États-Unis sur route
  - Tour of Somerville
- 1983
  - Tour of Somerville
- 1984
  - Tour of Somerville